# Tokyo kazoku
Pour plus de détails, voir Fiche technique et Distribution.
Tokyo kazoku (東京家族, Tōkyō kazoku) est un film japonais réalisé par Yōji Yamada, sorti en 2013. Il s'agit d'un remake de Voyage à Tokyo.

## Fiche technique
- Titre original : 東京家族 (Tōkyō kazoku?)
- Titre français : Tokyo kazoku
- Titre international : Tokyo Family
- Réalisation : Yōji Yamada
- Scénario : Yōji Yamada et Emiko Hiramatsu
- Photographie : Mafumi Chikamori
- Montage : Iwao Ishii
- Direction artistique : Mitsuo Degawa
- Musique : Joe Hisaishi
- Pays d'origine : Japon
- Genre : drame
- Durée : 146 minutes
- Date de sortie :  Japon : 16 janvier 2013

## Distribution
- Isao Hashizume : Shukichi Hirayama
- Kazuko Yoshiyuki : Tomiko Hirayama
- Masahiko Nishimura : Koichi Hirayama
- Yui Natsukawa : Fumiko Hirayama
- Tomoko Nakajima : Shigeko
- Shōzō Hayashiya : Kozo Kanai
- Satoshi Tsumabuki : Masatsugu
- Yū Aoi : Noriko Mamiya
- Nenji Kobayashi : vieil ami de Shukichi

## Distinctions
- Festival international du film de Valladolid 2013 : Espiga de Oro
- Netpac Award au Festival international du film de Jeonju